# Кохінур
«Кохіну́р» (перс. کوہ نور, урду کوہ نور, гінді कोहिनूर — «Гора Світла») — один із найзнаменитіших та найбільших діамантів у світі. Після першої огранки мав 186,1 карата, після другої — 106,1 карата. Частина коштовностей британської королівської сім'ї.

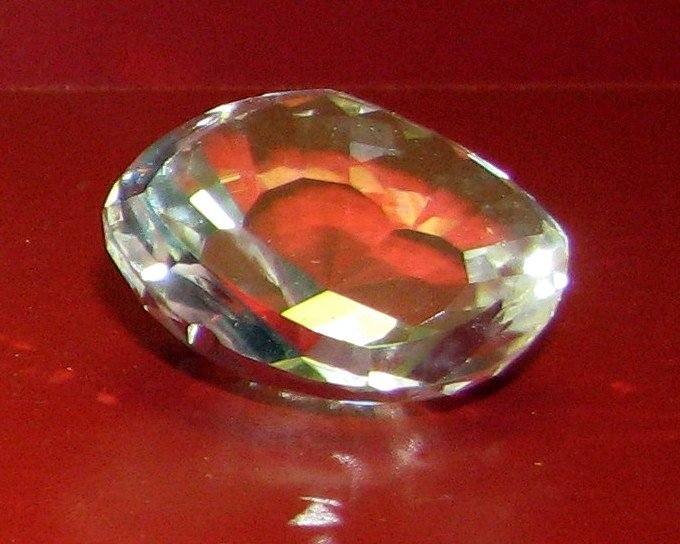
Скляна репліка Кохінура в оригінальній формі

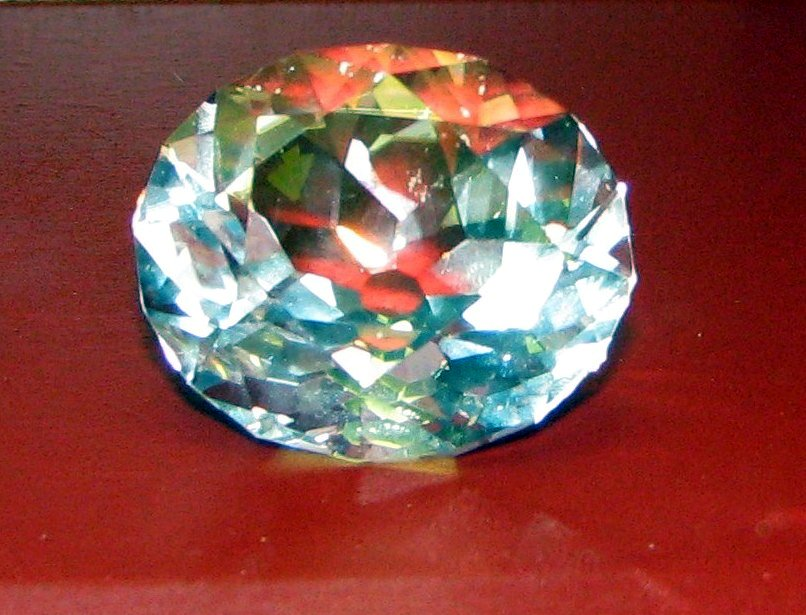
Репліка Кохінура після нової огранки

Ймовірно його видобули на шахті Колур, Індія, у період Делійського султанату. Діамант був частиною Павиного трону Моголів. Він змінив багато господарів у різних частинах південної та західної Азії, поки у 1849 році не перейшов у власність королеви Вікторії після британської анексії Пенджабу.
Спершу діамант мав таку ж огранку, як і інші діаманти Могольської епохи, такі як Деріанур. Однак на Всесвітній виставці 1851 року у Лондоні він не вразив відвідувачів. Тоді принц Альберт, чоловік королеви Вікторії, наказав переогранити Кохінур в овальну форму. За сучасними стандартами колета у діаманта незвично широка.
Королева Вікторія носила Кохінур у брошці чи у діадемі. Після її смерті у 1901 році камінь помістили у корону королеви Олександри, дружини Едуарда VII. У 1911 році його перемістили на корону королеви Марії, а згодом на корону королеви Єлизавети під час її коронації у 1937 році як королеви-консорт. Сьогодні діамант виставляється у Тауері.
Уряди Індії, Пакистану, Ірану та Афганістану заявляють право на володіння діамантом з часу здобуття Індією незалежності у 1947 році. Британський уряд стверджує, що діамант було отримано законно за умовами Лахорської угоди.

## Історія

### Походження
Алмаз ймовірно походить з шахти Колур на березі річки Крішна у Голконді (сучасний Андхра-Прадеш), Індія. Однак існує багато легенд про його походження. Зокрема вважають, що першим відомим його власником був один із легендарних героїв Індії Карна, згадуваний в давньоіндійському епосі «Магабгарата». Відомо також, що протягом декількох віків Кохінур прикрашав тюрбан радж з династії держави Малава. Легенда свідчила, що коли «Гора світла» впаде з тюрбана раджі, то весь народ Малави стане рабами. Так і трапилося в 1304 році, коли Малава була завойована султаном Алауддіном. У власність переможцеві серед інших захоплених скарбів перейшов і Кохінур. Однак пізніше алмаз знов повернувся в династію Малава — його власником став Бікераміт, раджа Гваліора.

### Період Великих Моголів
1526 року в Індію вторглися війська султана Бабура, нащадка Тамерлана. З ним був його син, воїн Хумаюн, майбутній фундатор династії Великих Моголів. У вирішальній битві при Паніпатом в тому ж році війська індійців були розбиті. У цій битві був убитий раджа Бікераміт, а його сім'я схоплена при спробі втечі з Агри. Намагаючись умилостивити переможця, дружина раджі вручила Хумаюну всі скарби, включаючи і Кохінур. Завойовники пощадили сім'ю раджі. Хумаюн урочисто підніс алмаз своєму батькові, але той, помилувавшись алмазом, повернув його сину.
У період найвищого розквіту імперії Великих Моголів при шаху Джахані Кохінур було використано при оздобленні «Павиного трону». Опис трону відомий нам по шляхових записках ряду мандрівників, в тому числі Жана-Батиста Таверньє. Так по його описах Павиний трон знаходився в спеціальному залі, де були розміщені ще сім тронів. Він виділявся серед них, оскільки був встановлений на масивному мармуровому піднесенні, прикрашеному коштовними каменями. Сидіння трону підтримувалося шістьма масивними золотими стовпами. Вгору підносилися, інкрустовані золотом і коштовності срібні палі, підпираючи ажурний навіс, сплетений з тонкого срібного дроту у вигляді рослинного орнаменту — виноградних лоз, листя і кольорів з пелюстками із зелених смарагдів, бруньками з малинових рубінів і серцевиною з блакитних сапфірів. Їх гребені і хвости були сплетені із золотого і срібного дроту і прикрашені коштовними каменями, причому всі камені були підібрані так, щоб імітувати оперення справжніх, живих павичів. Очима у птахів служили великі діаманти. Між павичами був укріплений Кохінур так, щоб знаходитися якраз над головою правителя.
У 1658 році старший син Джахана, Аурангзеб, захопив трон, батька заточив у форті Агри, а за іншими переказами — у скарбниці. Джахан помер у 1666 році на руках своєї дочки.

### Перський період
У 1739 році під час правління падишаха Мухаммада в Північно-Західну Індію вторглися війська персів на чолі з Надер Шахом. Вони захопили всі скарби Моголів, в тому числі Павиний трон. За легендою головного скарбу трону Кохінура на місці не виявилося. У всі кінці були розіслані тисячі людей. Тому хто вкаже місцезнаходження алмазу, було обіцяна велика винагорода. Одна з колишніх жінок з гарему розказала, що Кохінур схований в тюрбані Мухаммеда. Під час бенкету перський шах звернувся до Мухаммеда з пропозицією обмінятися тюрбан в знак дружби. На сході існував такий звичай з незапам'ятних часів. Відмовитися від цієї пропозиції було неможливо і Муххамеду нічого не залишалося як простягнути свій тюрбан Надир-шаху, а разом з ним і алмаз. Перс не дочекавшись кінця церемонії поспішив до себе, розвернув тюрбан і побачивши алмаз закричав: Гора світла! (перською — «Кохінур»). Так камінь отримав своє ім'я.
Надер Шах повернувся в Персію. Протягом свого царювання він не уник заколотів, отруєнь, зрад, які переслідували всіх власників Кохінуру. Він був убитий в 1747 році ватажком курдів Салах-Беєм.

### Афганський період
Після смерті Надер Шаха алмаз потрапив від його внука до Ахмед-шах Абдалі, засновника Дурранійської імперії, в обмін на його підтримку. Після смерті Ахмеда в 1773 році на чолі династії став його син Тимур, який переніс столицю в Кабул. Після смерті Тимура влада перейшла до одного з його 23 синів — Земана-мірзі. Далі знову палацовий переворот, внаслідок якого влада переходить до брата Земана-мірзи Шуджа-Шах Дуррані. І знов слідує переворот і трон переходить до його брата Махмуда. Разом із сім'єю Шуджа-Шах Дуррані знаходить притулок в Лахорі, у Ранджит Сінґха, засновника Сикхської імперії. У 1813 році Кохінур переходить у власність Ранджит Сінґха.

### Індійський період
Ранджит Сінґх виплатив Шуджа-Шаху Дуррані 125 тисяч рупій за діамант. Він носив Кохінур на тюрбані під час головних свят і брав з собою на час подорожей.
У 1839 році через погіршення здоров'я Ранджит Сінґх призначив свого старшого сина Кхарак Сінґха наступником престолу, а свої коштовності заповів передати до різних храмів. Зокрема він вирішив піднести Кохінур в дар храму Джаганнатха в Пурі . Однак скарбник наполіг, що діамант не є персональною власністю Ранджит Сінґха, а належить державі, тому його слід передати Кхарак Сінґху. Так діамант залишився в Лахорі .

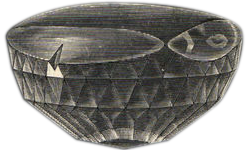
Кохінур у старому вигляді до 1852 р. Ілюстрація з енциклопедії «Nordisk familjebok»

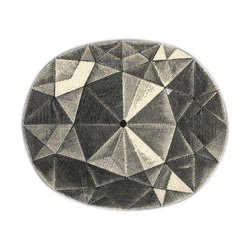
Кохінур в новому вигляді після 1852 р. Ілюстрація з енциклопедії «Nordisk familjebok»

8 жовтня 1839 року Кхарак Сінґха скинув з престолу його прем'єр-міністр Дхіан Сінґх. Кохінур перейшов у власність Ґулаба Сінґха, раджі Джамму, брата Дхіана Сінґха.. У нього діамант перебував до січня 1841 року, поки його не подарували магараджі Шер Сінґху. Після його вбивства Кохінур належав наступному магараджі Дуліп Сінґху.
29 березня 1849 року підписанням Лахорського мирного договору закінчилась Друга англо-сикхська війна. Королівство Пенджаб анексували британці, скарбниця Лахора перейшла у володіння  Ост-Індійської компанії, а Кохінур за умовами договору перейшов у власність королеви Вікторії.

### Англійський період

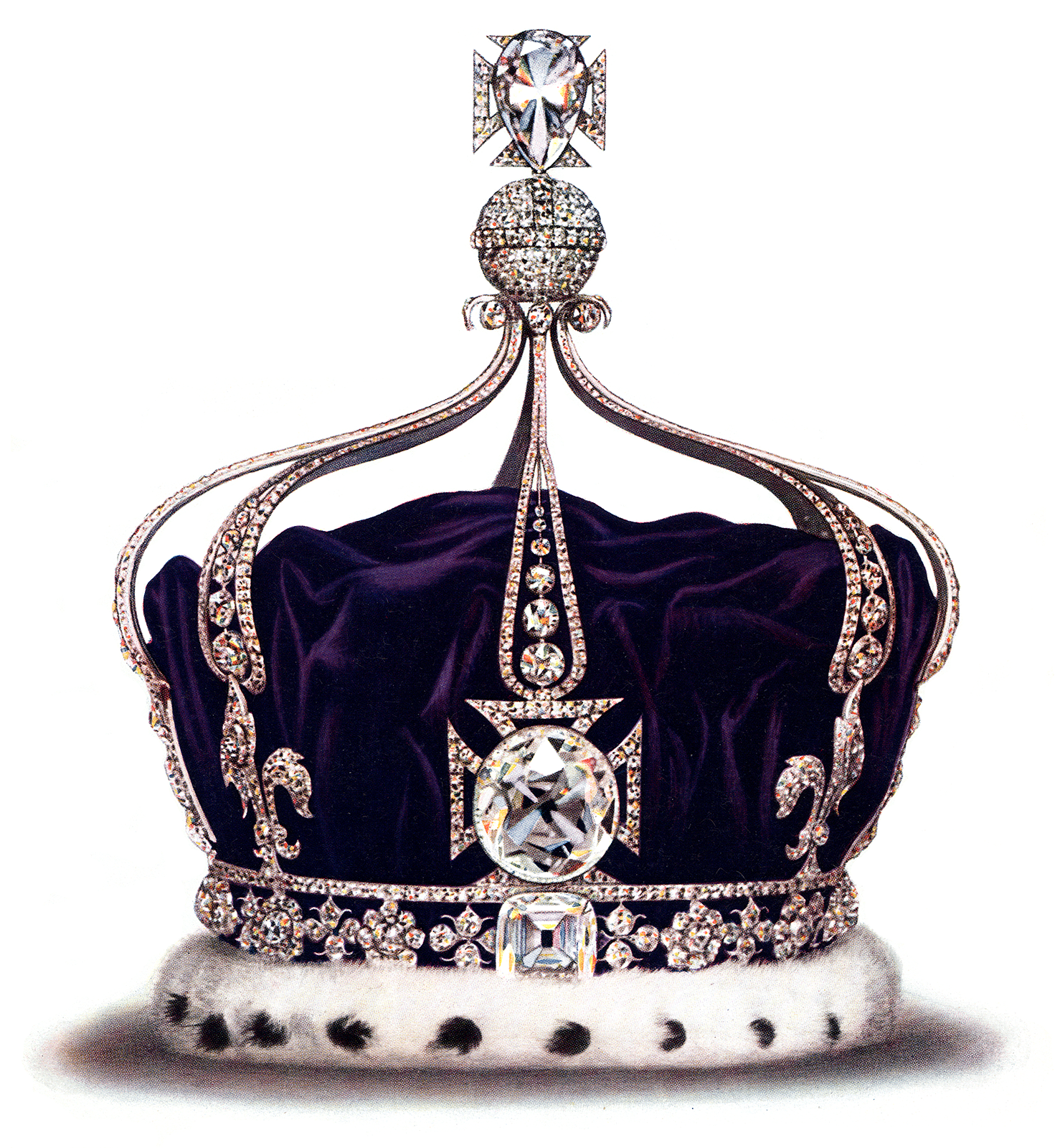
Кохінур перед хрестом на короні королеви Марії

Компанія офіційно піднесла Кохінур королеві Вікторії 3 липня 1850 року в Букінгемському палаці. У 1851 року він був виставлений на всесвітній виставці в Лондоні. До того часу Кохінур ще зберігав форму несиметричної древньої індійської огранки, тому не надто вразив глядачів. 1862 року діамант було переогранено під керівництвом королівського мінералога Джеймса Теннанта. Маса каменя зменшилась з 191 до 105,6 карата. Доцільність переогранки викликала багато сумнівів і критики, адже при цьому діамант втратив частину своєї історичної цінності.
Королева Вікторія носила Кохінур у вигляді брошки. Після її смерті діамант передали в скарбницю британського двору і вмонтували в корону королеви Олександри, дружини Едуарда VII. У 1911 році його перемістили на корону королеви Марії, а згодом на корону королеви Єлизавети під час її коронації у 1937 році як королеви-консорт.

## Суперечки за право власності
Уряди Індії, Пакистану та Афганістану заявляють право на володіння діамантом.
Вперше уряд Індії вимагав повернути Кохінур після здобуття незалежності у 1947 році. У рік коронації Єлизавети II уряд вдруге просив повернути діамант, однак британський уряд відмовився це робити.
У 2000 році декілька членів Парламенту Індії підписали лист з вимогою повернути діамант до Індії, оскільки його було вивезено незаконно.
У 2000 році речник Талібану з питань зовнішньої політики заявив, що Кохінур належить Афганістану і вимагав його повернення.
У квітні 2016 року Міністерство культури Індії заявило, що зробить все можливе для повернення Кохінуру. Хоча раніше уряд Індії підтвердив, що діамант був подарований британській королеві.
На усі вимоги британський уряд відповідає що статус діаманта не обговорюється.